# Miguel Ángel Matamoros
Miguel Ángel Matamoros Morales (Amapala; 10 de mayo de 1949) es un exfutbolista hondureño que jugaba como defensa.

## Trayectoria
Debutó con el Olimpia en 1966, año en que consagró campeón de Liga Nacional. En la temporada 1974-75, el Real Mallorca de España, lo ficha para ascender a la Primera División, sin embargo, no se logró el objetivo y cayeron a Tercera División.
Con el equipo español logró disputar 36 partidos sin anotar gol en tres temporadas, ya que terminando la campaña 1976-77, se retiró y se quedó a vivir en Mallorca.

## Selección nacional
Apareció con la selección de Honduras en las eliminatorias hacia el Mundial de México 1970, estando en tres partidos.

### Participaciones en Campeonatos Concacaf
| Copa                                          | Sede              | Resultado     | Part. | Goles |
| --------------------------------------------- | ----------------- | ------------- | ----- | ----- |
| Campeonato de Naciones de la Concacaf de 1971 | Trinidad y Tobago | Sexto puesto  | 5     | 1     |
| Campeonato de Naciones de la Concacaf de 1973 | Haití             | Cuarto puesto | 4     | 0     |

## Palmarés

### Títulos nacionales
| Título        | Equipo  | País     | Año     |
| ------------- | ------- | -------- | ------- |
| Liga Nacional | Olimpia | Honduras | 1966-67 |
| Liga Nacional | Olimpia | Honduras | 1967-68 |
| Liga Nacional | Olimpia | Honduras | 1969-70 |
| Liga Nacional | Olimpia | Honduras | 1971-72 |

### Títulos internacionales
| Título                           | Equipo  | País     | Año  |
| -------------------------------- | ------- | -------- | ---- |
| Copa de Campeones de la Concacaf | Olimpia | Honduras | 1972 |